# Пятрас Ауштрявічюс
Пятрас Ауштрявічюс (лит. Petras Auštrevičius; нар. 16 травня 1963, Чарни Бор) — литовський політик, віце-спікер Сейму Литви (від Союзу лібералів і центру). Член парламентських делегацій Литви на Революцію гідності у грудні-лютому 2014. Один із лобістів України в Європарламенті.
Також економіст, дипломат, учасник президентських виборів, готував Литву до вступу в приєднання ЄС, член Європейського парламенту з 2014.

## Біографія
1981 закінчив середню школу у Вільнюсі, а у 1986 році — економічний факультет Вільнюського університету. З 1986 по 1991 він працював асистентом в Інституті економіки Академії наук Литви, у 1988 закінчив докторантуру.
З 1991 працював в Міністерстві закордонних справ як провідний фахівець, потім начальника відділу. Після закінчення навчання у 1992 році, стажувався в Інституті Гувера при Стенфордському університеті, працював у Північній філії МЗС. У 1993 році він був призначений тимчасовим повіреним у справах Фінляндії, потім з 1994 по 1997 працював послом Литовської Республіки в країні (наймолодший посол в історії Литви).
У 1998 році радник прем'єр-міністр Ґедімінаса Вагнорюса з питань закордонних справ. У тому ж році очолив урядову комісію з європейських справ. Він обіймав цю посаду до 1999 року і знову у 2000–2003 рр. З січня 2001 по грудень 2002 року він був головним переговірником з питань членства Литви в Європейському Союзі.
У 2004 взяв участь в президентських виборах як незалежний кандидат, отримавши підтримку декількох великих правих і центристських партій. Він вибув у першому турі, однак отримав хороший результат (19,33 %). У другому турі Ауштрявічюс підтримав Валдаса Адамкуса. У тому ж році став членом парламенту від Союзу лібералів і центру.
Після конфлікту з майбутнім міським головою Вільнюса Артурасом Зуокасом восени 2005 з групою депутатів покинув фракцію СЛЦ. У 2006 році він очолив нову партію, Ліберальний рух Литовської Республіки. Він керував формуванням до 2008 року, програвши партійні вибори Елігіюсу Масюлису. На парламентських виборах у тому ж році вдруге отримав мандат депутата. У 2012 році переобрався, віце-спікер.
На виборах до Європарламенту 2014 отримав мандат депутата, представляє фракцію лібералів.

## Нагороди
Нагороджений пам'ятною медаллю в честь 750-річчя коронації короля Міндовга (2003), Крос-командор ордена Великого князя Гедімінаса (2003), пам'ятною медаллю за вступ Литви в ЄС і НАТО (2004), Хрестом I ступеня ордена Білої троянди (Фінляндія), орденом Честі (Грузія, 2014), французьким Національним орденом заслуги, українським орденом «За заслуги» III ступеня (2015) та орденом Святого Рівноапостольного князя Володимира Великого ІІ ступеня.

## Особисте життя
Одружений, має двох синів.